# Olympische Sommerspiele 1984/Rudern – Achter (Frauen)
Der Ruder-Achter der Frauen bei den Olympischen Sommerspielen 1984 wurde am 4. August auf dem Lake Casitas ausgetragen.

## Ergebnisse
| Rang | Nation             | Athletinnen | Zeit        |
| ---- | ------------------ | --- | ----------- |
| 1    | Vereinigte Staaten | Shyril O’Steen Harriet Metcalf Carol Bower Carolyn Graves Jeanne Flanagan Kristine Norelius Kristen Thorsness Kathryn Keeler Betsy Beard (Steuerfrau)                                  | 2:59,80 min |
| 2    | Rumänien           | Doina Bălan Marioara Trașcă Aurora Pleșca Aneta Mihaly Adriana Bazon Mihaela Armășescu Camelia Diaconescu Lucia Sauca Viorica Ioja (Steuerfrau)                                        | 3:00,87 min |
| 3    | Niederlande        | Nicolette Hellemans Lynda Cornet Harriet van Ettekoven Greet Hellemans Marieke van Drogenbroek Anne Marie Quist Catharina Neelissen Willemien Vaandrager Martha Laurijsen (Steuerfrau) | 3:02,92 min |
| 4    | Kanada             | Tina Clarke Lisa Robertson Kathey Lichty Carol Colgan Cathy Lund Kay Worthington Gail Cort Joanie Gillingham Lesley Anderson-Herweck (Steuerfrau)                                      | 3:03,64 min |
| 5    | Großbritannien     | Alexa Forbes Kate McNicol Kate Holroyd Belinda Holmes Sarah Hunter-Jones Astrid Ayling Ann Callaway Gill Hodges Sue Bailey (Steuerfrau)                                                | 3:04,51 min |
| 6    | BR Deutschland     | Elke Riesenkönig Klaudia Hornung Iris Völkner Ellen Becker Sabine Hinkelmann Heike Neu Kerstin Rehders Angelika Beblo Heidrun Barth (Steuerfrau)                                       | 3:09,92 min |